# Sítio da Igreja (Boaventura)
Sítio da Igreja também conhecido por Achada, que provém do nome antigo do sítio de Achada de Santa Quitéria, é um sítio povoado da freguesia da Boaventura, Município de São Vicente, Ilha da Madeira. Aqui está a igreja paroquial e duas escolas oficiais do ensino primário (1934). É dentro da área deste sítio, no lugar que chamam o Pico, que se encontra o cemitério paroquial.